# Falx cerebri

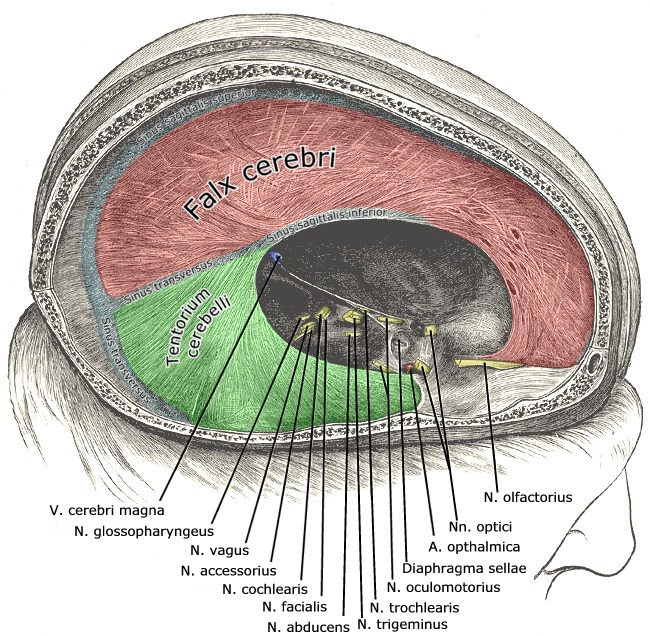
Die Falx cerebri (rot eingefärbt)

Die Falx cerebri (lat. Hirnsichel) ist eine senkrecht gestellte, in der Mittellinie an der Innenseite der Schädelkalotte befestigte Platte. Sie wird von der harten Hirnhaut (Dura mater encephali) gebildet und trennt die beiden Großhirnhemisphären voneinander. Der Sinus sagittalis superior verläuft an der Ansatzstelle am Schädel, der Sinus sagittalis inferior bildet den unteren Rand (siehe Sinus durae matris) der Falx cerebri. Zusammen mit dem Tentorium cerebelli bildet die Hirnsichel ein Zuggurtungssystem (Zuggurtung = Umwandlung eines Drehmomentes in Kompression), das die Schädelkapsel von innen mechanisch stabilisiert.